# Wolfgang Richter (Physiker, 1940)
Wolfgang Richter (* 2. Januar 1940 in Bad Freienwalde (Oder); † 12. Februar 2013 in Rom) war ein deutscher Festkörperphysiker und Hochschullehrer.

## Leben
Wolfgang Richter habilitierte sich 1976 an der Technischen Hochschule Aachen mit einer Arbeit über die Raman-Streuung an Halbleitern.
Seit 1988 war er bis zu seiner Pensionierung im Jahr 2005 als Professor am Institut für Festkörperphysik der Technischen Universität Berlin tätig. Auf dem Gebiet der Grenzflächen- und Oberflächenoptik führten seine wissenschaftlichen Arbeiten zu grundlegenden Erkenntnissen, die wesentlich zur industriellen Anwendung der optischen In-situ-Spektroskopie beitrugen.

## Schriften (Auswahl)
- Resonant Raman Scattering in Semiconductors. In: Solid-state physics (= Springer tracts in modern physics. Bd. 78). Springer, Berlin 1976, ISBN 3-540-07774-X, S. 121–272 (Habilitationsschrift, Technische Hochschule Aachen, 1976).
- mit Marian A. Herman und Helmut Sitter: Epitaxy: physical principles and technical implementation. Springer, Berlin 2004, ISBN 3-540-67821-2